# Pseudorhaphitoma naganumaensis
Pseudorhaphitoma naganumaensis is een slakkensoort uit de familie van de Mangeliidae. De wetenschappelijke naam van de soort is voor het eerst geldig gepubliceerd in 1935 door Otuka.